# Va, dal furor portata
Va, dal furor portata, K. 21 / K6 19c, es una de las primeras aria de concierto en do mayor para tenor y orquesta de Wolfgang Amadeus Mozart. Fue escrita en 1765 en Londres durante el gran viaje de la familia Mozart por Europa, cuando Mozart tenía la edad de nueve años. El texto está extraído de Ezio de Metastasio (acto II, escena 4).

## Texto
| Va, dal furor portata, Palesa il tradimento; Ma ti sovvenga ingrata, Il traditor qual'è. Scopri la frode ordita, Ma pensa in quel momento; Ch'io ti donai la vita, Che tu la togli a me. | Ve, por el furor llevada, a revelar la traición; pero recuerda, ingrata, quién es el traidor. Desvela la decepción de que fue planeado; pero piensa en ese momento que yo te di la vida y tu la recibiste de mí. |